# جنیفر مولینا
جنیفر مولینا (اسپانیایی: Jennifer Molina‎؛ زادهٔ ۲۷ ژوئن ۱۹۸۱) بازیکن فوتبال زن اهل مکزیک بود.
وی همچنین در تیم ملی فوتبال زنان مکزیک بازی کرده‌است.